# Frederik Ferdinand von Krogh (søofficer)
 Der er flere personer med dette navn, se Frederik Ferdinand von Krogh.
Frederik Ferdinand von Krogh (født 14. december 1806 i Trondhjem, død 2. september 1890) var en norsk søofficer, bror til George Frederik von Krogh (publicist).
Han var søn af Georg Frederik von Krogh og sluttede sin karriere som kontreadmiral. Han var far til viceadmiral George Frederik von Krogh (søofficer).